# Proscoloplos bondi
Proscoloplos bondi är en ringmaskart som beskrevs av Kelaher och Rouse 2003. Proscoloplos bondi ingår i släktet Proscoloplos och familjen Orbiniidae.
Artens utbredningsområde är havet kring Nya Zeeland. Inga underarter finns listade i Catalogue of Life.